# Copa Mundial Junior de Hockey Femenino de 2009
La Copa Mundial Junior de Hockey Femenino de 2009 fue la sexta edición del torneo. Se realizó del 3 al 16 de agosto de 2009 en Boston, Estados Unidos.
Países Bajos se consagró campeón mundial por segunda vez al derrotar en la final a Argentina por 3-0. El seleccionado de Corea del Sur quien defendía  los dos títulos anteriores terminó tercero.

## Clasificación
Cada confederación continental recibió un determinado número de plazas. La cantidad de plazas que recibió cada continente se asignó sobre la base de la Clasificación Mundial de la FIH de los equipos clasificados.
Las plazas se distribuyen de la siguiente manera: una para el país local, Estados Unidos y otros quince equipos provenientes de los distintos procesos clasificatorios organizados por sus confederaciones continentales.
| Fechas                     | Evento                                    | Lugar del evento         | Clasificado(s)                                               |
| -------------------------- | ----------------------------------------- | ------------------------ | ------------------------------------------------------------ |
| País local                 | País local                                | País local               | Estados Unidos                                               |
| 11–20 de julio de 2008     | Copa Africana Junior de 2008              | El Cairo, Egipto         | Sudáfrica                                                    |
| 20–26 de julio de 2008     | Eurohockey Junior 2008                    | Valencia, España         | Alemania Países Bajos Inglaterra Bielorrusia España Lituania |
| 20–26 de julio de 2008     | Trofeo de campeones de Europa Junior 2008 | Praga, República Checa   | Francia                                                      |
| 6–12 de octubre de 2008    | Campeonato Panamericano Junior 2008       | Ciudad de México, México | Chile Argentina                                              |
| 11–14 de diciembre de 2008 | Copa de Oceanía 2008                      | Brisbane, Australia      | Australia Nueva Zelanda                                      |
| 13–21 de diciembre de 2008 | Copa Asiática Junior 2008                 | Seremban, Malasia        | Corea del Sur China India                                    |

## Primera fase
Clasifican a la segunda fase, los tres primeros de cada grupo.

### Grupo A
| Equipo        | J | G | E | P | GF | GC | Pts |
| ------------- | - | - | - | - | -- | -- | --- |
| Corea del Sur | 3 | 2 | 1 | 0 | 12 | 4  | 7   |
| Inglaterra    | 3 | 2 | 1 | 0 | 9  | 2  | 7   |
| Chile         | 3 | 1 | 0 | 2 | 3  | 8  | 3   |
| Francia       | 3 | 0 | 0 | 3 | 1  | 11 | 0   |

| 3 de agosto de 2009 | Chile | 1:6 | Corea del Sur |  |  |

| 3 de agosto de 2009 | Inglaterra | 5:0 | Francia |  |  |

| 4 de agosto de 2009 | Corea del Sur | 2:2 | Inglaterra |  |  |

| 4 de agosto de 2009 | Francia | 0:2 | Chile |  |  |

| 6 de agosto de 2009 | Corea del Sur | 4:1 | Francia |  |  |

| 6 de agosto de 2009 | Inglaterra | 2:0 | Chile |  |  |

### Grupo B
| Equipo    | J | G | E | P | GF | GC | Pts |
| --------- | - | - | - | - | -- | -- | --- |
| Alemania  | 3 | 3 | 0 | 0 | 11 | 4  | 9   |
| Argentina | 3 | 2 | 0 | 1 | 10 | 2  | 6   |
| Sudáfrica | 3 | 1 | 0 | 2 | 5  | 11 | 3   |
| Lituania  | 3 | 0 | 0 | 3 | 3  | 12 | 0   |

| 3 de agosto de 2009 | Argentina | 1:2 | Alemania |  |  |

| 3 de agosto de 2009 | Sudáfrica | 3:2 | Lituania |  |  |

| 5 de agosto de 2009 | Lituania | 0:4 | Argentina |  |  |

| 5 de agosto de 2009 | Alemania | 4:2 | Sudáfrica |  |  |

| 6 de agosto de 2009 | Alemania | 5:1 | Lituania |  |  |

| 6 de agosto de 2009 | Sudáfrica | 0:5 | Argentina |  |  |

### Grupo C
| Equipo        | J | G | E | P | GF | GC | Pts |
| ------------- | - | - | - | - | -- | -- | --- |
| China         | 3 | 2 | 0 | 1 | 7  | 2  | 6   |
| Países Bajos  | 3 | 2 | 0 | 1 | 8  | 4  | 6   |
| Nueva Zelanda | 3 | 2 | 0 | 1 | 7  | 4  | 6   |
| España        | 3 | 0 | 0 | 3 | 0  | 12 | 0   |

| 3 de agosto de 2009 | Nueva Zelanda | 3:1 | Países Bajos |  |  |

| 3 de agosto de 2009 | China | 3:0 | España |  |  |

| 5 de agosto de 2009 | España | 0:4 | Nueva Zelanda |  |  |

| 5 de agosto de 2009 | Países Bajos | 2:1 | China |  |  |

| 6 de agosto de 2009 | España | 0:5 | Países Bajos |  |  |

| 6 de agosto de 2009 | China | 3:0 | Nueva Zelanda |  |  |

### Grupo D
| Equipo         | J | G | E | P | GF | GC | Pts |
| -------------- | - | - | - | - | -- | -- | --- |
| Australia      | 3 | 2 | 0 | 1 | 11 | 4  | 6   |
| India          | 3 | 2 | 0 | 1 | 11 | 6  | 6   |
| Estados Unidos | 3 | 2 | 0 | 1 | 8  | 5  | 6   |
| Bielorrusia    | 3 | 0 | 0 | 3 | 1  | 16 | 0   |

| 3 de agosto de 2009 | India | 3:2 | Australia |  |  |

| 4 de agosto de 2009 | Estados Unidos | 3:1 | Bielorrusia |  |  |

| 4 de agosto de 2009 | India | 6:0 | Bielorrusia |  |  |

| 5 de agosto de 2009 | Australia | 2:1 | Estados Unidos |  |  |

| 6 de agosto de 2009 | Australia | 7:0 | Bielorrusia |  |  |

| 7 de agosto de 2009 | Estados Unidos | 4:2 | India |  |  |

## Fase de clasificados
Los grupos se decidieron por sorteo. Los países solamente jugaron partidos contra los equipos que no hayan sido de su grupo en la primera ronda. Los partidos entre los equipos que en la primera ronda compartieron grupo no se juegan, ya que se tiene en cuenta en la tabla el resultado de ambos en la primera ronda.

### Grupo E
| Equipo         | J | G | E | P | GF | GC | Pts |
| -------------- | - | - | - | - | -- | -- | --- |
| Inglaterra     | 5 | 3 | 2 | 0 | 9  | 5  | 11  |
| Corea del Sur  | 5 | 3 | 1 | 1 | 15 | 10 | 10  |
| Australia      | 5 | 3 | 1 | 1 | 7  | 7  | 10  |
| Estados Unidos | 5 | 2 | 0 | 3 | 12 | 9  | 6   |
| India          | 5 | 2 | 0 | 3 | 11 | 10 | 6   |
| Chile          | 5 | 0 | 0 | 5 | 2  | 16 | 0   |

| 8 de agosto de 2009 | Inglaterra | 1:0 | India |  |  |

| 8 de agosto de 2009 | Australia | 1:0 | Chile |  |  |

| 8 de agosto de 2009 | Corea del Sur | 2:1 | Estados Unidos |  |  |

| 9 de agosto de 2009 | India | 3:1 | Chile |  |  |

| 9 de agosto de 2009 | Corea del Sur | 2:4 | Australia |  |  |

| 9 de agosto de 2009 | Estados Unidos | 2:3 | Inglaterra |  |  |

| 11 de agosto de 2009 | Corea del Sur | 3:2 | India |  |  |

| 11 de agosto de 2009 | Australia | 1:1 | Inglaterra |  |  |

| 12 de agosto de 2009 | Estados Unidos | 4:0 | Chile |  |  |

### Grupo F
| Equipo        | J | G | E | P | GF | GC | Pts |
| ------------- | - | - | - | - | -- | -- | --- |
| Países Bajos  | 5 | 4 | 0 | 1 | 13 | 5  | 12  |
| Argentina     | 5 | 3 | 0 | 2 | 16 | 8  | 9   |
| Alemania      | 5 | 2 | 2 | 1 | 9  | 7  | 8   |
| China         | 5 | 2 | 1 | 2 | 13 | 8  | 7   |
| Nueva Zelanda | 5 | 2 | 1 | 2 | 9  | 12 | 7   |
| Sudáfrica     | 5 | 0 | 0 | 5 | 4  | 24 | 0   |

| 8 de agosto de 2009 | China | 5:0 | Sudáfrica |  |  |

| 8 de agosto de 2009 | Alemania | 1:1 | Nueva Zelanda |  |  |

| 8 de agosto de 2009 | Argentina | 1:2 | Países Bajos |  |  |

| 10 de agosto de 2009 | Países Bajos | 7:0 | Sudáfrica |  |  |

| 10 de agosto de 2009 | Nueva Zelanda | 2:5 | Argentina |  |  |

| 10 de agosto de 2009 | Alemania | 2:2 | China |  |  |

| 12 de agosto de 2009 | Nueva Zelanda | 3:2 | Sudáfrica |  |  |

| 12 de agosto de 2009 | Alemania | 0:1 | Países Bajos |  |  |

| 12 de agosto de 2009 | China | 2:4 | Argentina |  |  |

## Fase de no clasificados

### Grupo G
| Equipo      | J | G | E | P | GF | GC | Pts |
| ----------- | - | - | - | - | -- | -- | --- |
| España      | 3 | 3 | 0 | 0 | 14 | 3  | 9   |
| Francia     | 3 | 2 | 0 | 1 | 5  | 9  | 6   |
| Lituania    | 3 | 1 | 0 | 2 | 7  | 10 | 3   |
| Bielorrusia | 3 | 0 | 0 | 3 | 6  | 10 | 0   |

| 8 de agosto de 2009 | Lituania | 4:3 | Bielorrusia |  |  |

| 8 de agosto de 2009 | España | 6:0 | Francia |  |  |

| 9 de agosto de 2009 | Bielorrusia | 2:3 | Francia |  |  |

| 10 de agosto de 2009 | España | 5:2 | Lituania |  |  |

| 11 de agosto de 2009 | Lituania | 1:2 | Francia |  |  |

| 12 de agosto de 2009 | Bielorrusia | 1:3 | España |  |  |

## Fase de reclasificación (5°-16°)

### Partido por el decimoquinto puesto
| 14 de agosto de 2009 | Lituania | 2:4 | Bielorrusia |  |  |

### Partido por el decimotercer puesto
| 15 de agosto de 2009 | España | 2:2 (5:3 PEN) | Francia |  |  |

### Partido por el decimoprimer puesto
| 15 de agosto de 2009 | Chile | 0:4 | Sudáfrica |  |  |

### Partido por el noveno puesto
| 15 de agosto de 2009 | India | 2:0 | Nueva Zelanda |  |  |

### Partido por el séptimo puesto
| 15 de agosto de 2009 | Estados Unidos | 2:8 | China |  |  |

### Partido por el quinto puesto
| 16 de agosto de 2009 | Australia | 5:2 | Alemania |  |  |

## Ronda campeonato
|  | Semifinales     | Semifinales  |   |               | Final        | Final        |  |
|  | 14 de agosto    | 14 de agosto |   |               | 16 de agosto | 16 de agosto |  |
|  |                 |              |   |               |              |              |  |
|  |                 |              |   |               |              |              |  |
|  | Países Bajos    | 5            |   |               |              |              |  |
|  | Corea del Sur   | 0            |   |               |              |              |  |
|  |                 |              |   |               |              |              |  |
|  |                 |              |   |               |              |              |  |
|  |                 |              |   |               | Países Bajos | 3            |  |
|  |                 | Argentina    | 0 |               |              |              |  |
|  |                 |              |   |               |              |              |  |
|  |                 |              |   |               |              |              |  |
|  |                 |              |   |               | Tercer lugar |              |  |
|  |                 |              |   |               |              |              |  |
|  | Inglaterra      | 0            |   | Corea del Sur | 2            |              |  |
|  | Argentina (t.s) | 1            |   |               | Inglaterra   | 1            |  |

### Semifinales
| 14 de agosto de 2009 | Países Bajos | 5:0 | Corea del Sur |  |  |

| 14 de agosto de 2009 | Inglaterra | 0:1 (t.s) | Argentina |  |  |

### Partido por el tercer puesto
| 16 de agosto de 2009 | Corea del Sur | 2:1 | Inglaterra |  |  |

### Final
| 16 de agosto de 2009 | Países Bajos | 3:0 | Argentina |  |  |

|                                 |
| Bandera de los Países Bajos     |
| Campeón Países Bajos 2.º título |

## Posiciones
| Posición | Equipo         |
| -------- | -------------- |
| 1        | Países Bajos   |
| 2        | Argentina      |
| 3        | Corea del Sur  |
| 4        | Inglaterra     |
| 5        | Australia      |
| 6        | Alemania       |
| 7        | China          |
| 8        | Estados Unidos |
| 9        | India          |
| 10       | Nueva Zelanda  |
| 11       | Sudáfrica      |
| 12       | Chile          |
| 13       | España         |
| 14       | Francia        |
| 15       | Bielorrusia    |
| 16       | Lituania       |